# أنتوني لانج
أنتوني لانج (بالبولندية: Antoni Lange) (و. 1862 – 1929 م) هو لغوي، وشاعر، ومترجم، وفيلسوف، وكاتب، وناقد أدبي، وكاتب خيال علمي بولندي، ولد في وارسو، توفي في وارسو، عن عمر يناهز 67 عاماً.

## روابط خارجية
- أنتوني لانج على موقع الموسوعة البريطانية (الإنجليزية)
- أنتوني لانج على موقع ميوزك برينز (الإنجليزية)